# 賴克爾德弗角
賴克爾德弗角是南極洲的海岬，位於帕爾默地東岸，處於史蒂芬森海峽西部，由美國探險隊繪入地圖，現時由南極條約體系管理。
69°22′S 62°43′W / 69.367°S 62.717°W